# Coccorchestes piora
Coccorchestes piora is een spinnensoort uit de familie springspinnen (Salticidae). De soort komt voor in Nieuw-Guinea.